# Jesse Williams (Schauspieler)

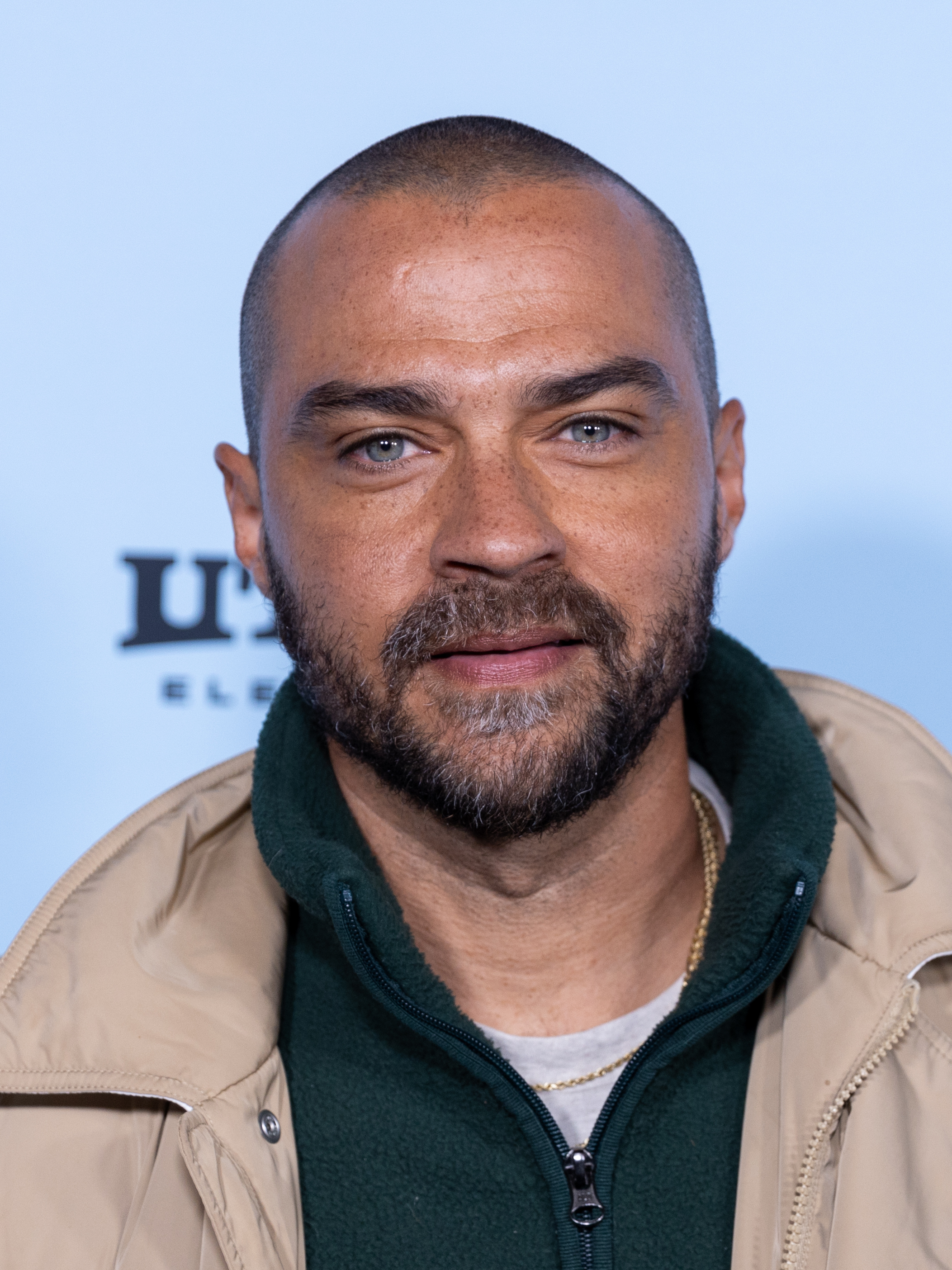
Jesse Williams (2025)

Jesse Williams (* 5. August 1981 in Chicago, Illinois) ist ein US-amerikanischer Schauspieler und politischer Aktivist.

## Leben
Williams wurde als Kind einer schwedischen Mutter, Johanna Chase, einer professionellen Töpferin, und Reginald Williams, eines afroamerikanischen Vaters 1981 in Chicago geboren. Williams absolvierte die Temple University mit einem Abschluss in African American Studies und Film & Media Arts. Er lehrte Englisch und Geschichte an einer High School in Philadelphia.
Anfang September 2012 heiratete Williams in Los Angeles seine langjährige Freundin, eine Immobilienmaklerin, nach fünf Jahren Beziehung. Im Dezember 2013 wurde die Tochter des Paares geboren, im Sommer 2015 der Sohn der beiden.
2017 folgte die Auflösung der Ehe.

## Karriere
Im Jahr 2006 hatte Williams einen Gastauftritt in einer Episode von Law & Order, wo er den Charakter Kwame darstellte. Er spielte außerdem in The American Dream und The Sandbox am Cherry Lane Theatre in Greenwich Village in New York City. Beide Einakter wurden geschrieben vom Dramatiker Edward Albee.

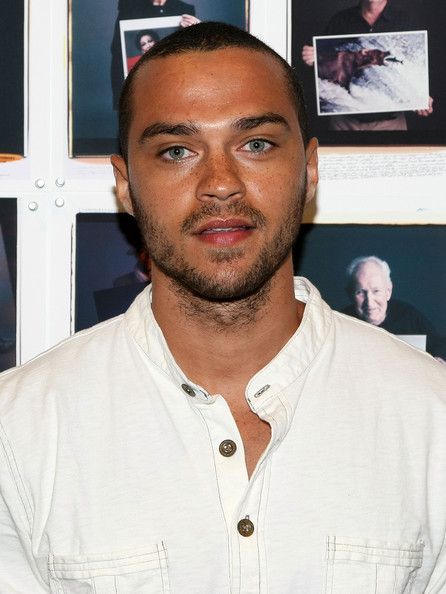
Jesse Williams (2008)

Im Jahr 2008 gab Williams sein Filmdebüt in der Nebenrolle des Leo in Eine für 4 – Unterwegs in Sachen Liebe. Er spielte außerdem Drew Collins in der ABC-Family-Serie Greek. Er trat dort in zwei Episoden auf. Im Jahr 2009 spielte er im Pilotfilm der Serie Washingtonienne, die jedoch nicht produziert wurde. Er unterzeichnete darauf einen Vertrag für den Film Gesetz der Straße – Brooklyn’s Finest mit Don Cheadle, Richard Gere, Ethan Hawke, Wesley Snipes und Ellen Barkin. Der Film wurde am 5. März 2010 veröffentlicht. Er spielte auch in 8 Episoden der Fernsehserie Beyond the Break als Eric Medina mit. Williams war von der sechsten bis zur 17. Staffel der ABC-Fernsehserie Grey’s Anatomy als Dr. Jackson Avery zu sehen. Mit dem Beginn der siebten Staffel gehörte er zu den Hauptdarstellern der Serie. Im Staffelfinale der 18. Staffel hat er einen Gastauftritt.
Im Jahr 2008 unterzeichnete Williams einen Vertrag für die MGM/United Artists Horror-Produktion The Cabin in the Woods unter Regie von Joss Whedon und Drew Goddard. Im Jahr 2010 wirkte er als Hauptdarsteller in der Trailer-Persiflage des fiktiven Films Dirty Dancing 3 – Capoeira Nights mit.
Er war im 2018 erschienenen Videospiel Detroit: Become Human von David Cage zu sehen. Er spielte darin Markus, eine von drei Hauptpersonen.

## Soziales und politisches Engagement
Williams ist das jüngste Vorstandsmitglied von The Advancement Project, einer Denkfabrik und freien Non-Profit-Organisation, die die Stärkung der Bürgerrechte zum Ziel hat und einem Fokus auf juristischen Fragen in Bezug auf Rassismus. Zudem ist Williams Produzent von Question Bridge: Black Males, eines Multimedia-Projekts, das Kunstausstellungen beinhaltet und sich mit der männlichen, afroamerikanischen Identität innerhalb der Gesellschaft auseinandersetzt. In dieser Funktion schrieb Williams bereits mehrere Gastbeiträge für CNN und The Huffington Post.
Im Oktober 2014 ging Williams mit Tausenden anderen Menschen in Ferguson auf die Straße, um gegen die Ermordung des afroamerikanischen Jugendlichen Michael Brown durch einen Polizisten zu protestieren. Im Juni 2016 wurde Williams für seinen Einsatz, besonders für die Unterstützung der #BlackLivesMatter-Bewegung und sein Eintreten für einen gesellschaftlichen Wandel, mit dem BET Humanitarian Award ausgezeichnet. In seiner Dankesrede machte Williams auf Polizeigewalt und rassistisch motivierte Ungerechtigkeiten aufmerksam. Die Herausgeberin Yolanda Sangweni empfand die Rede als die anregendste der Preisverleihung.

## Filmografie (Auswahl)

### Filme
- 2008: Eine für 4 – Unterwegs in Sachen Liebe (The Sisterhood of the Traveling Pants 2)
- 2010: Gesetz der Straße – Brooklyn’s Finest (Brooklyn’s Finest)
- 2012: The Cabin in the Woods
- 2013: Der Butler (The Butler)
- 2013: Snake & Mongoose
- 2016: Money
- 2019: Selah and the Spades
- 2019: Jacob’s Ladder
- 2019: Slasherman – Random Acts of Violence (Random Acts of Violence)
- 2022: Secret Headquarters
- 2023: Your Place or Mine
- 2024: The Great Lillian Hall
- 2025: Spider & Jessie

### Serien
- 2006: Law & Order (Folge 16x17)
- 2008: Greek (2 Folgen)
- 2009: Beyond the Break (8 Folgen)
- 2009–2022: Grey’s Anatomy (Fernsehserie, 274 Folgen)
- 2019: Power (Folge 6x09)
- 2020: Seattle Firefighters – Die jungen Helden (Station 19) (7 Folgen)
- 2020: Little Fires Everywhere
- 2023: Only Murders in the Building

### Musikvideos
- 2009: Rihanna – Russian Roulette
- 2011: Estelle Feat. Nas – Fall in Love
- 2017: Demi Lovato – Tell Me You Love Me

### Werbespots
- 2017: H&M „Christmas Advert With Nicki Minaj“

### Videospiele
- 2018: Detroit: Become Human
- 2020: NBA 2K21

## Auszeichnungen
Young Hollywood Awards
- 2011:	Auszeichnung mit dem Young Hollywood Award als Fernsehschauspieler des Jahres

People’s Choice Awards
- 2015: Nominierung für den People’s Choice Award als beliebtester Fernsehschauspieler – Drama

BET Awards
- 2016: Auszeichnung mit dem BET Humanitarian Award